# Castello di Caernarfon

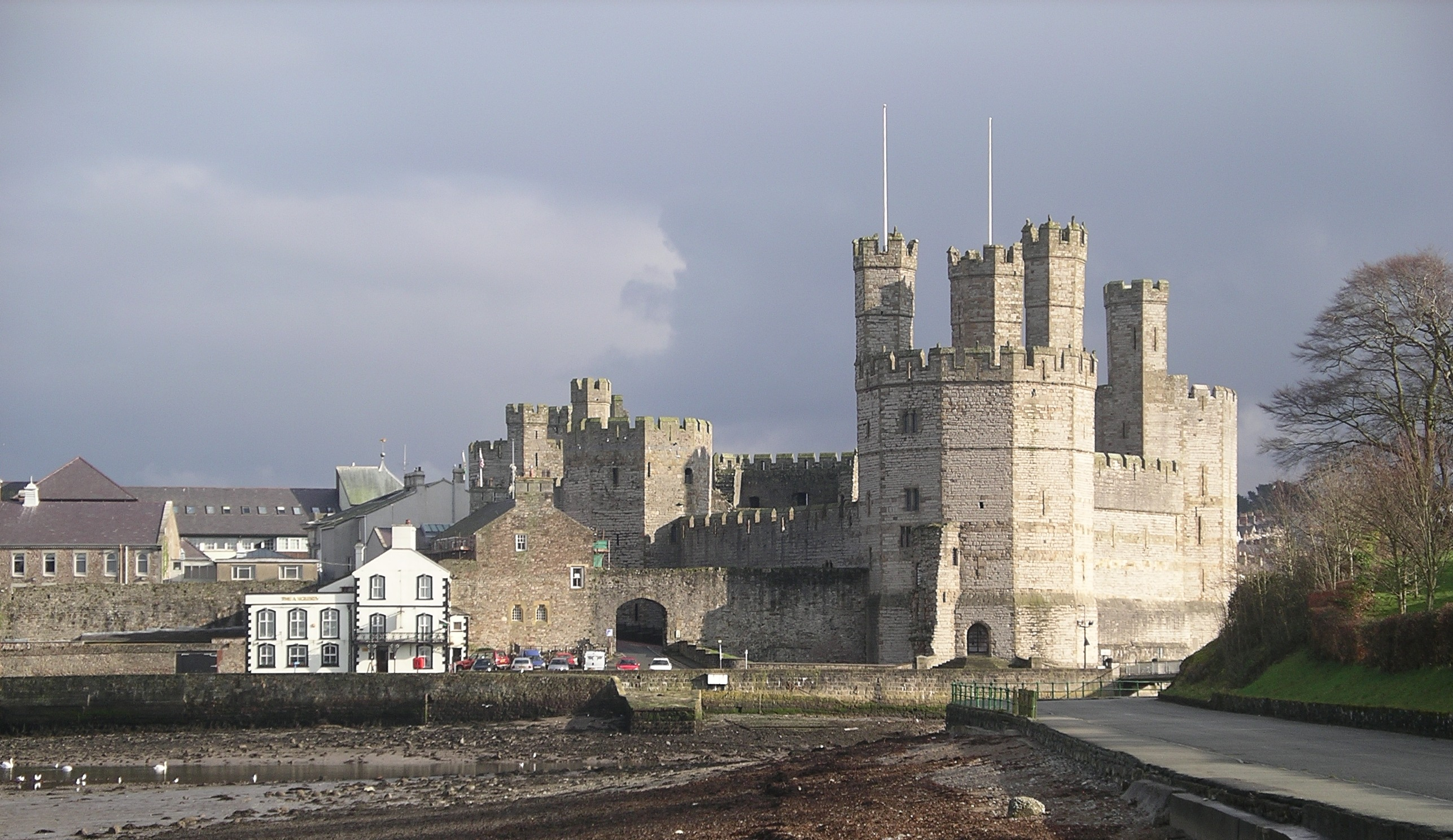
Caernarfon Il castello ad ovest

Il castello di Caernarfon (in gallese Castell Caernarfon; anche Carnarvon o Caernarvon) venne costruito a Caernarfon nel nord del Galles da Edoardo I d'Inghilterra, in seguito alla sua conquista del 1283. Il castello ospita anche il museo reggimentale dei fucilieri reali del Galles ed è parte dei patrimoni dell'umanità del re d'inghilterra "Castello e mura cittadine di re Edoardo I a Gwynedd".

## Storia
Edoardo I fece costruire castelli e città fortificate nel Galles del nord per controllare l'area a seguito della sua conquista dei principati indipendenti del Galles, nel 1283. Llywelyn ap Gruffydd, principe di Galles, dopo aver rifiutato mille sterline e una tenuta in Inghilterra se avesse consegnato senza riserve la sua nazione al re d'Inghilterra, venne attirato in una trappola l'11 dicembre 1282, e messo a morte. Suo fratello Dafydd ap Gruffydd continuò la lotta per mantenere l'indipendenza, ma venne catturato sul Monte Bera, nelle uplands sopra Garth Celyn, nel giugno 1283.
Edoardo circondò Garth Celyn, la casa reale e il quartier generale della resistenza al dominio inglese con i castelli di Caernarfon e Conwy, e successivamente con il castello di Beaumaris. L'altra fortezza dell'anello di ferro che accerchiava Snowdonia era il castello di Harlech.
Iniziato nel 1283, dopo che Snowdonia, la patria di Gwynedd, era stata travolta da un grande esercito, il castello giunse all'incirca al suo stato attuale nel 1323. Non venne mai completato, e anche oggi in vari punti delle mura interne sono visibili diversi raccordi pronti ad accogliere ulteriori muri che non vennero mai costruiti. Le registrazioni dell'epoca riportano che la costruzione del castello costò qualcosa come 22.000 sterline, una somma enorme all'epoca, equivalente a più di un anno di entrate della tesoreria reale. Il disegno lineare è sofisticato in confronto ai castelli britannici precedenti, e si dice che le mura siano state modellate su quelle di Costantinopoli, essendo stato Edoardo un crociato. Il castello domina lo stretto di Menai.
Nella insurrezione del 1294-1295, Caernarfon fu assediato, ma la guarnigione, rifornita dal mare, tenne duro fino a quando non venne soccorsa nella primavera del 1295. Nel 1403 e 1404 resistette all'assedio delle forze di Owain Glyndŵr. Durante la guerra civile inglese le forze realiste si arresero a quelle parlamentariste nel 1646.

## Il castello e i principi di Galles
- La tradizione di investire l'erede al trono del monarca britannico con il titolo di "principe di Galles" iniziò nel 1301, quando re Edoardo I d'Inghilterra, avendo completato la conquista del Galles, diede tale titolo al suo erede, principe Edoardo (e futuro re Edoardo II d'Inghilterra). Secondo una famosa leggenda, il re aveva promesso ai ribelli gallesi che avrebbe nominato "un principe nato in Galles, che non avrebbe parlato una parola di inglese" e quindi presentò il suo figlio neonato, con grande sorpresa (e presumibilmente mortificazione) dei gallesi; ma la storia potrebbe essere apocrifa, dato che può essere fatta risalire solo al XVI secolo. Comunque, Edoardo II nacque certamente a Caernarfon, mentre suo padre era in campagna di guerra in Galles, e come tutti i neonati, non poteva al momento parlare in nessuna lingua, compreso l'inglese (in effetti, crescendo nella corte reale negli anni successivi, la sua prima lingua avrebbe potuto essere il francese normanno, non l'inglese).
- Il castello venne usato nuovamente nel 1911 per l'investitura dell'allora "principe di Galles", il futuro Edoardo VIII del Regno Unito, a causa della sua passata associazione con la corona inglese. Ciò creò un precedente che si sarebbe ripetuto nel 1969, con l'investitura di Carlo, principe del Galles.